# Axel Koch
Axel Koch (* 21. April 1967 in Hannover) ist ein deutscher Psychologe, Hochschullehrer und Autor.

## Wirken
Axel Koch ist seit 2012 Professor für Training und Coaching an der Hochschule für angewandtes Management Ismaning. Von 2021 bis 2024 war er Dekan der Fakultät Wirtschaftspsychologie an der Hochschule für angewandtes Management in Ismaning. Ein weiterer Schwerpunkt ist die Arbeits- und Organisationspsychologie mit Themen wie Führung und Kommunikation, Arbeit und Gesundheit (gesunde Führung, Work-Life-Balance, Stress und Burnout) sowie nachhaltige Personalentwicklung.
Zuvor war er Professor für Wirtschaftspsychologie an der SRH Fernhochschule Riedlingen. Außerdem war er „Senior Consultant“ bei einer auf „Leadership“ spezialisierten Münchener Unternehmensberatung sowie Trainer und Personalentwickler in einem internationalen Distributionsunternehmen. Dabei begleitete er die Einführung von Performance Management.
Axel Koch ist vor allem durch das Sachbuch „Die Weiterbildungslüge“ (alias R. Gris, 2008) bekannt. Ein Jahr danach gab er seinen Namen bekannt und trat bei einer Jahresfeier der Handelskammer Hamburg öffentlich mit einem Vortrag auf. Laut der Zeitschrift Organisationsentwicklung, gehört er zu den „wichtigsten Vordenkern zu den wesentlichen Fragen zur Zukunft von HR“. 2018 erschien sein Sachbuch „Change mich am Arsch“.
Beim Norddeutschen Institut für Kurzzeittherapie (NIK) wurde er ausgebildet zum Systemischen Supervisor (SG), beim DVNLP e.V. zum NLP-Master und er verfügt über die Zusatzqualifikation „Systemische Führung“, von der Nürnberger Akademie für Absatzwirtschaft.
In seiner Forschung befasst sich Koch mit den Themen „Nachhaltige und wirksame Verhaltensänderung“ und „Nachhaltige Personalentwicklung“. Koch hat im Jahr 2009 den Begriff „Transferstärke“ geprägt und meint damit ein Bündel an Einstellungen und Fertigkeiten, die eine Person haben muss, damit es ihr gelingt, Lernerkenntnisse selbstverantwortlich und nachhaltig in die Praxis umzusetzen. Personalentwicklungsmaßnahmen sollen effektiver werden.
2024 entwickelt er in einem Förderprojekt KI-Coach-Work-Health des Bundesministerium für Arbeit und Soziales eine KI-gestützte App für Führungskräfte und Beschäftigte zur Umsetzung von vielfältigen Maßnahmen gesunder Arbeit. 2025 erscheint sein neues Buch „Morgen fange ich aber wirklich an“ beim Campus Verlag.

## Schriften (Auswahl)
- Morgen fang ich aber wirklich an! Wie wir endlich Veränderung umsetzen. Frankfurt am Main, Campus Verlag 2025, ISBN 978-3593520001
- Logbuch Gewohnheiten nachhaltig verändern: Die Technik des Rückfallmanagements. Weinheim und Basel 2022, Beltz Verlag, ISBN 978-3407368003.
- Die Transferstärke-Methode: Mehr Lerntransfer in Trainings und Coachings. Mit Online-Materialien. Weinheim und Basel 2018, Beltz Verlag, ISBN 978-3-407-36658-0 (Print), ISBN 978-3-407-63097-1 (PDF), ISBN 978-3-407-36691-7 (EPUB)
- Change mich am Arsch: Wie Unternehmen ihre Mitarbeiter und sich selbst kaputtverändern. Berlin 2018, Econ Verlag, ISBN 978-3-430-20245-9
- Gris, R. (Pseudonym) 2008: Die Weiterbildungslüge. Warum Seminare Kapital vernichten und Karrieren knicken. Frankfurt am Main: Campus Verlag, ISBN 978-3-593-38679-9
- Humorvoll und unterhaltsam reden. Wie Sie mit Infotainment Lust auf Zuhören machen. Hörbuch. Audiotrain, Berlin 2007, ISBN 978-3-940778-04-8
- Erfassung der Stressoren und Stressabbau im Call Center. Eine empirische Untersuchung zur Wirksamkeit eines Interventionsprogramms am Beispiel eines Inbound-Call-Centers. (zugl. Diss.) Verlag Kovač, Hamburg 2005, ISBN 3-8300-2140-2
- Infotainment in Seminar und Präsentation. Verlag managerSeminare 2004, ISBN 3-936075-11-5
- So überzeugen Sie am Telefon. Kundenorientierter, effizienter, erfolgreicher. Falken 2001, ISBN 3-635-60644-8
- Ausgepowert. Hilfen bei Stress, Burnout und innerer Kündigung. Gabal 2000, ISBN 3-89749-083-8
- Richtig mit Patienten reden. Praktische Tipps für konkrete Situationen. Bibliomed-Verlag 1999, ISBN 3-89556-016-2